# Molly Johnson

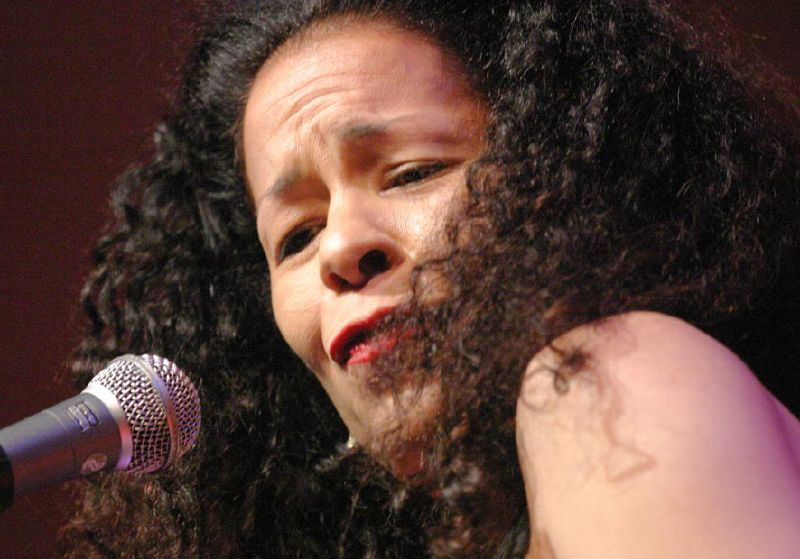
Molly Johnson (2008)

Margaret Leslie „Molly“ Johnson (* 14. April 1959 in Toronto) ist eine kanadische, mit dem Juno Award ausgezeichnete Pop-, Rock- und Jazzsängerin.

## Leben und Wirken
Molly Johnson ist das jüngste der drei leiblichen Kinder von John und Suzanne Johnson, zudem gehört ein adoptierter Cousin väterlicherseits zur Familie. Ihr älterer Bruder ist der Schauspieler und Regisseur Clark Johnson, ihre Schwester die Schauspielerin und Sängerin Taborah Johnson (* 1953). Ihre Eltern sind gebürtige US-Amerikaner und lernten sich in der Schweiz kennen. Dort schloss die aus einer wohlhabenden weißen Familie stammende Suzanne ihre Schulausbildung ab, während sich John Johnson nach einem Einsatz als GI im Zweiten Weltkrieg erneut in Europa aufhielt, nachdem er keinen der für Schwarze limitierten Studienplätze in den Vereinigten Staaten erhalten hatte. Das Paar lebte zunächst in Philadelphia und zog dann in eine gehobene Wohngegend von Toronto, wo Molly Johnson und ihre Geschwister die einzigen dunkelhäutigen Kinder an ihrer Schule waren. Ihre Mutter arbeitete ehrenamtlich für Organisationen wie die Canadian University Service Overseas und engagierte sich für den sozialen Fortschritt, was auch Molly Johnsons Einstellung beeinflusste.
Ed Mirvish (1914–2007), Impresario und Freund der Familie, engagierte Mitte der 1960er Jahre Molly und Clark Johnson für die Aufführung von Porgy and Bess am Royal Alexandra Theatre. Es folgten Musicals wie South Pacific und Der goldene Regenbogen sowie Auftritte in TV-Shows. Molly Johnson wurde zu einem Kinderstar. Sie besuchte die National Ballet School und beabsichtigte zunächst, Choreografin zu werden. Stattdessen entwickelte sie zunehmend Interesse an der Musik. Über ihre Schwester bekam sie Kontakt zu kanadischen Musikern wie Dominic Troiano, einem späteren Bandmitglied von James Gang und The Guess Who, und wollte wie diese eigene Songs schreiben. Mit 15 Jahren wurde sie Frontsängerin der Disco-Band Chocolate Affair, die sich nach einem Jahr wieder auflöste. 1979 gründete sie mit Norman Orenstein die Rockband Alta Moda, die einen Vertrag mit Sony unterschrieb und einen Radio-Hit (Julian) hatte. Später entstand daraus die Gruppe Infidels, die härteren Rock spielte und 1991 bei I.R.S. Records ein gleichnamiges Album herausbrachte. Johnson arbeitete außerdem als Backing-Sängerin für die kanadische Band Helix, Jeff Healey und Tom Cochrane. Vom Rock wandte sie sich dann zunehmend dem Jazz zu und trat im Vorprogramm von Ray Charles und B.B. King auf.

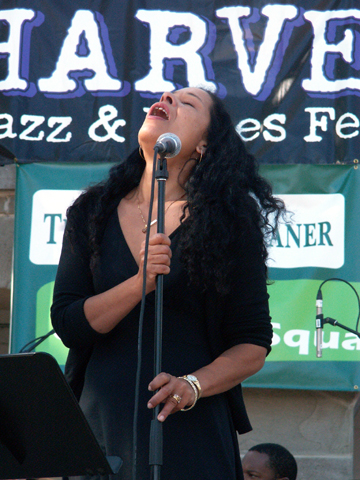
Molly Johnson auf dem Harvest Jazz & Blues Festival (2007)

Trotz des frühen Beginns ihrer Karriere ließ Johnsons musikalischer Durchbruch lange Zeit auf sich warten. Nachdem I.R.S. die Zusammenarbeit mit den Infidels aufgekündigt hatte, erwog sie den Ausstieg aus dem Musikgeschäft. Ende der 1990er gründete sie eine Familie und wurde Mutter von zwei Söhnen. Der Produzent und Songwriter Steve MacKinnon konnte sie jedoch davon überzeugen, einige Jazz-Songs aufzunehmen. 2000 erschien darauf basierend ihr erstes Solo-Album Molly Johnson, auf dem Stéphane Grappelli einen Gastauftritt hat. Kurz danach ging das verantwortliche Label Song Corp bankrott. Die Zusammenarbeit mit MacKinnon dauerte dagegen an. In den Folgejahren brachte Johnson drei weitere Jazz-Alben heraus, zu denen auch die Mitglieder ihrer Tour-Band (Sängerin Colleen Allen, Pianist Andrew Craig, Bassist Mike Downes und Schlagzeuger Mark McLean) beitrugen. Ihr zweites Album Another Day erschien 2003 bei Narada Jazz und enthält sowohl Elemente von jazzigem Pop und Rock als auch von Reggae und R&B. Es war besonders in Frankreich erfolgreich, wo es Platz 79 der Charts erreichte und sich insgesamt 35 Wochen in den Top-150 hielt. Johnson tourte mehrfach durch Frankreich und konnte dort auch ihre anderen Alben in den Charts platzieren.
Universal Music Canada brachte 2006 Johnsons drittes Album heraus, Messin' Around, das innerhalb von 14 Tagen aufgenommen und kaum nachbearbeitet worden war. Darauf dominieren Jazz/Pop-Stücke, ergänzt durch den französischen Chanson Tristes Souvenir und Cover, unter anderem von Bruce Springsteens Song Streets of Philadelphia. Mit ihrem Album Lucky (2008 bei A440 Entertainment), einer Sammlung von Jazz-Standardstücken, gewann Johnson einen Juno Award in der Kategorie Vocal Jazz Album of the Year, nachdem bereits ihre Vorgängeralben durchgängig für den Juno nominiert gewesen waren.
Seitdem Johnson sich dem Jazz zugewandt hatte, wurde sie häufig mit der US-amerikanischen Jazz-Sängerin Billie Holiday verglichen aufgrund stilistischer und klanglicher Ähnlichkeiten. Laut eigenen Angaben ärgerte sich Johnson über Kommentare wie „You are just like Billie“ (dt. „Du bist genau wie Billie“) und antwortete darauf mit „Are you insane? I'm because of Billie.“ („Bist du verrückt? Ich bin wegen Billie.“). Johnsons Vater habe sie geliebt und wie andere seiner Generation dafür gesorgt, dass sie nicht so ein Leben wie Billie Holiday führen müsse. 2014 veröffentlichte Johnson das Tributalbum Because of Billie bei Universal Music Canada. Es enthält 14 Stücke mit Bezug zu Billie Holiday wie Them There Eyes oder What a Little Moonlight Can Do. Johnson spielte es zusammen mit Pianist Robi Botos, Drummer Terry Clarke sowie Bassist und Posaunist Mike Downes ein.
2016 organisierte Johnson das Kensington Market Jazz Festival, an dem über 400 kanadische Musiker teilnahmen. 2018 erschien ihr Album Meaning to Tell Ya bei Universal Music Canada, das in Zusammenarbeit mit dem Produzenten Larry Klein entstand. Beteiligt waren außerdem Drummer Davide DiRenzo, Gitarrist Justin Abedin, Keyboarder Robi Botos, Bassist Mike Downes, Organist Pete Kuzma und Gast-Saxophonist Bob Sheppard. Das Album enthielt sieben neue Songs und drei Interpretationen von klassischen Stücken.
Neben ihrer Musik engagiert sich Johnson für soziale Belange. Sie gründete die Kumbaya Foundation, die Geld für die Versorgung von HIV-Infizierten und AIDS-Kranken sammelt. Sie setzt sich gegen Rassismus und Sexismus ein. 2007 wurde sie zum Officer of the Order of Canada ernannt.

## Diskografie (Auswahl)
- Molly Johnson (2000)
- Another Day (2003)
- Messin’ Around (2006)
- If You Know Love (2007) (Verve-Ausgabe von Messin’ Around)
- Lucky (2008)
- The Molly Johnson Songbook (2011)
- Because of Billie (2014)
- Meaning T´to Tell Ya (2018)